# 李安社
李安社（：／，？—1274年），本贯全州，朝鲜王朝开国之君李成桂高祖父。

## 生平
官至高丽宜州（今朝鲜江原道元山市）兵马使。高丽高宗四十一年（1254年），归附蒙古。翌年，蒙哥汗置斡东千户所（今朝鲜咸镜北道恩德郡），授千户兼达鲁花赤，隶南京（原渤海国南京，今朝鲜咸镜北道会宁市）等处五千户所。忽必烈汗中统二年（1261年），给斡东千户所铜印。元世祖至元十一年（1274年）十二月卒。朝鲜太祖元年（1392年）七月，谥为“穆王”；八月，定陵号为“德陵”。朝鲜太宗十年（1410年）十月，迁葬咸州（今朝鲜咸镜南道咸兴市）；十一年（1411年）四月，定庙号为“穆祖”，改谥“仁文圣穆大王”。

## 家庭

### 父亲
- 李陽茂，李義方的姪兒

### 妻
- 元配李氏，千牛卫长史李公肃之女。朝鲜太祖元年（1392年）七月，谥为“孝妃”；八月，定陵号为“安陵”。朝鲜太宗十年（1410年）十月，迁葬咸州；十一年（1411年）四月，改谥“孝恭王后”。

### 子孙
朝鲜高宗九年（1872年）十二月，追封大君。 
- 安川大君 李於仙
  - 永兴君 李光粹
    - 益完君 李贞守
      - 昌成君 李阳生
        - 李昇祐
        - 李昇明
        - 李昇彦
        - 李昇孙
        - 李昇德

      - 昌平君 李顺
        - 李枝茂

  - 敬兴君 李忠良
    - 临完君 李都景
      - 昌彦君 李赟凤
        - 李重
        - 李崇
        - 李穉

      - 昌演君 李龙凤
        - 李云

  - 镇兴君 李重良
    - 晋完君 李贤淑
      - 昌溪君 李检
        - 李乙富
- 安原大君 李珍
- 安丰大君 李精
- 朝鲜翼祖 李行里
- 安昌大君 李梅拂
- 安兴大君 李球寿